# ふれさわひろみつ
ふれさわ ひろみつ（触沢 裕満、1973年12月18日 - ）は、北海道日高郡新ひだか町（旧三石郡三石町）出身のローカルタレント。オフィスセブン所属。北海道内を中心にテレビ、ラジオやその他イベントで活躍する。

## 人物・来歴
札幌日本大学中学校・高等学校卒業、日本大学芸術学部中退。血液型B型、服のサイズはLL。趣味はスポーツ観戦、特技はアイスホッケー。
元々はお笑いコンビ「かんとりいず」（マセキ芸能社所属のカントリーズとは無関係）のツッコミ担当として、札幌吉本に所属していた。コンビ解散後、オフィスセブンに移籍。お笑いタレントとして北海道内の各テレビ番組に出演するほか、テレビコマーシャルのナレーターやテレビショッピングのキャスターとしても活躍している。テレビ番組で共演する主なタレント・ミュージシャンにはかみむらしんや、五十嵐浩晃、ラフ→チケットらがいる。かみむらしんやとはユニットで舞台にたったこともあるなど、事実上のコンビ関係に近い。
そのほか、全日本ホストグランプリの司会や、所属するオフィスセブン主催の「お笑いライブ〜オフィスセブンアワー」を筆頭に数々のイベントでも活動しており、お笑いタレントとしてだけでなくマルチタレントとしての活動も近年増えてきている。種類大きさに問わず、動物が大の苦手。

## 出演番組

### レギュラー番組
テレビ北海道
- しんや一族
- 民間福祉情報バラエティ ミンフク

北海道放送
- ちっぷいんBogey

FM-JAGA
- 金曜しんや倶楽部→日曜しんや倶楽部

### 過去の出演番組
テレビ北海道
- よるのたまご（ナレーター）
- すすきの天国 よるたま
  - よるたま2→3→4→V→VI→7→八→GT→Z
  - よるたま ネオ
  - すきタマ TV
- パーラーちょもらんま
- しんやいちぞく

北海道放送
- 気になるパンプキン（テレビショッピングキャスター）
- 朝ビタテレビ（テレビショッピングキャスター）

札幌テレビ放送
- どさんこワイド212（テレビショッピングキャスター）

北海道文化放送
- のりゆきのトークで北海道（テレビショッピングキャスター）

北海道テレビ放送
- パチンコの王様（ナレーター）
- 連チャン革命パーラー.del Z
- レッツパチニケーション
- しんや家族
- プリパチ

ジェイコム札幌
- ギャンブル大帝（ナレーター）
- 十勝しんや倶楽部（OCTV帯広シティーケーブル）